# Jan van der Heyden
Jan van der Heyden (Gorinchem, 5 de março de 1637 – Amsterdã, 28 de março de 1712) foi um pintor holandês da era barroca, pintor de vidros, desenhista e gravurista. Van der Heyden foi um dos primeiros pintores holandeses a se especializar em paisagens urbanas e se tornou um dos principais pintores arquitetônicos da Idade de Ouro holandesa. Ele pintou várias naturezas-mortas no início e no final de sua carreira.
É possível que seu professor tenha sido um dos mais admirados pintores de vidro da época, Jacob van der Ulft, que também era natural da cidade natal de Jan van der Heyden.
A pintura não era a única ocupação e interesse de van der Heyden. Na verdade, ele nunca entrou para a guilda de pintores de Amsterdã. Mesmo quando seu trabalho era muito procurado, ele não dependia de sua arte para ganhar a vida. Sua principal fonte de renda não era, de fato, a pintura. Em vez disso, ele trabalhava como engenheiro, inventor e funcionário municipal.
Em 2019, a obra O Quadro de uma Praça Holandesa, de van der Heyden, que havia sido confiscado pela Gestapo depois que os proprietários judeus Gottlieb e Mathilde Kraus fugiram da perseguição nazista, foi devolvido à família. A história da pintura causou um escândalo quando se soube que, após a guerra, ela não foi devolvida à família Kraus, mas aos nazistas.